# Лака (Дагестан)
Лака (таб. Лика) — село в Хивском районе Дагестана. Входит в состав муниципального образования «Сельсовет Хореджский». Население по данным переписи 2010 г. составляет 602 чел.

## География
Село расположено в долине реки Чираг-нир, недалеко от входа в ущелье Магу-Дере в 2 км к западу от административного центра района — с. Хив, на юго-западе граничит с селением Хоредж.

## Население
| \| 1895[2] \| 1926[3] \| 1939[4] \| 1970[5] \| 1989[6] \| 2002[7] \| 2010[8] \| \| ------- \| ------- \| ------- \| ------- \| ------- \| ------- \| ------- \| \| 219 \| ↘199 \| ↗289 \| ↗371 \| ↗381 \| ↗414 \| ↗602 \| \| 2021[9] \| \| \| \| \| \| \| \| ↘366 \| \| \| \| \| \| \| 100 200 300 400 500 600 700 1939 2021 |      |      |      |      |      |      |
| 1895 | 1926 | 1939 | 1970 | 1989 | 2002 | 2010 |
| 219 | ↘199 | ↗289 | ↗371 | ↗381 | ↗414 | ↗602 |
| 2021 |      |      |      |      |      |      |
| ↘366 |      |      |      |      |      |      |

## Известные уроженцы
- Раджабов Дадаш Абаевич (1900—1976 гг.) – красный партизан, активный участник Гражданской и Великой Отечественной войн, партийный работник. С 1925 г. до начала войны по поручению партии он был на различных ответственных постах: уполномоченным ЧК Дагестана, председателем Кюринского округа, управляющим Дагбанком, первым секретарем Табасаранского РК ВКП(б)[10][11]